# ミスター・ミセス・ミス・ロンリー
『ミスター・ミセス・ミス・ロンリー』は、1980年に製作された日本映画。
神代辰巳監督。原田美枝子が自ら原案・脚本・製作・主演をしている。なお、原案・脚本の際にはペンネームを「刹那」としている。

## キャスト
- 島崎美英（千里）：原田美枝子
- 半崎市雄：宇崎竜童
- 三崎栄介：原田芳雄
- 花森咲夫：名古屋章
- 峰山隆：草野大悟
- 下村竜一郎：天本英世
- 宗形八郎：三國連太郎